# Pompholyxophrys
Genre
Espèces de rang inférieur
- Pompholyxophrys punicea

Pompholyxophrys est un genre d'holomycètes.
L'espèce type est Pompholyxophrys punicea.